# Jorge Luís Clavelo
Jorge Luís Clavelo Tejeda (ur. 8 sierpnia 1982 w Santa Clara) – kubański piłkarz występujący na pozycji obrońcy.

## Kariera klubowa
Jorge Luís Clavelo od 2006 występuje w grającym w pierwszej lidze kubańskiej FC Villa Clara. W 2011 roku zdobył z nim mistrzostwo Kuby.

## Kariera reprezentacyjna
W reprezentacji Kuby Clavelo zadebiutował w 2006. W 2007 po raz pierwszy wystąpił w Złotym Pucharze CONCACAF. Na turnieju wystąpił tylko w meczu z Hondurasem (0:5). W 2008 uczestniczył w eliminacjach Mistrzostw Świata 2010. W 2011 po raz drugi uczestniczył w Złotym Pucharze CONCACAF.